# أرب 271
Arp 271 هي مجرة، تتبع كوكبة العذراء. اكتشفها ويليام هيرشل في 5 مارس 1785.

## روابط خارجية
- أرب 271 على موقع ويكي سكاي: DSS2, SDSS, GALEX, IRAS, Hydrogen α, X-Ray, Astrophoto, Sky Map, Articles and images